# Усть-Сахрай
Усть-Сахрай (рос. Усть-Сахрай; колишня назва — Десятий, рос. Десятый) — селище Майкопського району Адигеї Росії. Входить до складу Даховського сільського поселення.
Населення — 306 осіб (2015 рік).